# AK-176舰炮

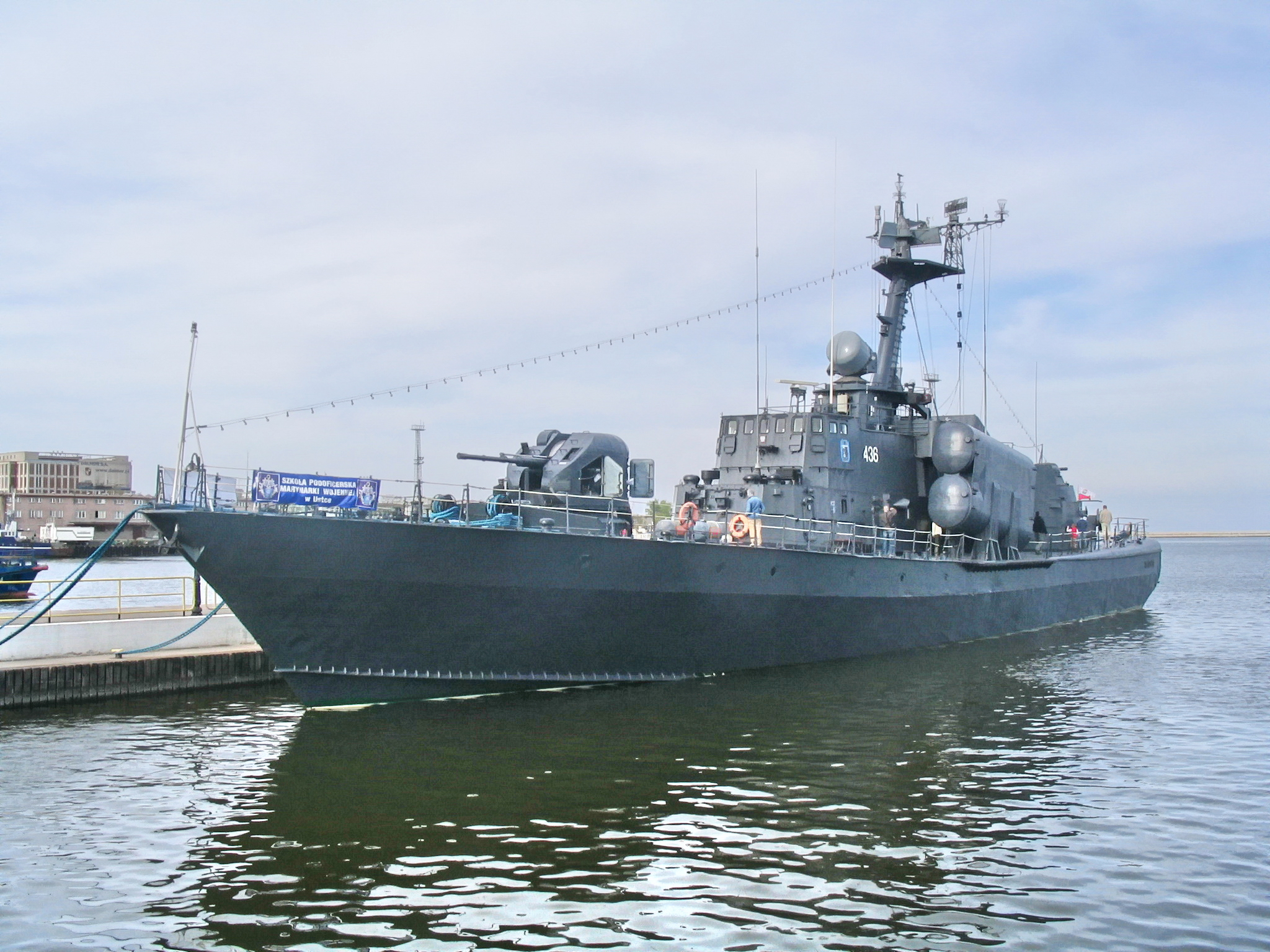
Tarantul級巡邏艦 AK-176

AK-176是苏联開發的76公厘高平兩用舰炮，可以對水面、天空各式目標進行攻擊，目前仍在俄羅斯研製的各款軍艦上服役。

## 研製
在1960年代開發出AK-726艦炮後，蘇聯海軍認為它們還需要更輕盈且效率相等的中口徑艦砲，因此以AK-726為基礎研發單裝版本。同時反艦飛彈實際服役也讓蘇聯意識到它們需要能在近距離防禦飛彈的火炮武器，當時蘇聯新銳防空飛彈的最近有效距離約為12公里，低於此範圍內的飛彈防禦需要其它系統填補。
AK-176研發始於1969年9月30日，該日蘇聯海軍提出新型艦炮戰術與技術需求。1971年3月15日，蘇聯部長會議核定了新型艦炮開發計畫，研發計畫代號稱為A-221，由位在高爾基的布里維斯尼克中央科學研究所承攬研發；至1977年完成了原型。
A-221計畫原型在1977年4月14日至6月14日間進行陸上測試；在1979年初原型炮裝配在毒蜘蛛級巡邏艦上測試，整體性能相當理想，在1979年6月22日A-221計畫完成，制式編號變更為AK-176，開始在高爾基機械廠量產。
1980年代末，蘇聯曾研發整合MR-123-02火控系統、電視導引、雷射測距裝置的AK-176M，但這款改良型並沒有軍艦配備。
2017年，聖彼得堡的俄羅斯軍備機械製造公司研發出AK-176現代化版本：AK-176MA。 AK-176MA使用新型炮架降低全設備總重至9噸，並提高射擊精度，新型炮將會在22160型巡邏艦、22800型巡邏艦、23550型巡防艦上配備。

## 技術特徵
AK-176為全封閉式、單管自動艦炮，採用滑塊式炮栓、後座力自動進彈；炮管採用海水冷卻，冷卻水在火炮外層套筒包覆；炮塔為厚4公厘的鋁鎂合金，可以防禦風浪但不具防彈效果，原始想法中曾有運用鋼構炮塔，但即使是5公厘厚的鋼製炮罩重量也會達到1公噸，因此以更高價但重量降低的鋁合金替換。
AK-176進彈能源為電力，152发備射彈，分裝在兩條76發的彈鍊上，射速可选择30, 60与120发/分钟。連續射擊僅能維持70發，然后火炮便得冷却25-30分钟。火炮從待命到戰鬥便備需要3分鐘開機，戰鬥便備到開始射擊則需要15秒。與火控系統連線狀況下AK-176只要炮長與射手兩人就可以操作，目視射擊則可由艦炮內裝設的HP-221瞄準裝置提供射擊諸元，但在這狀態下則需要4人操炮，抗击鱼叉反舰导弹时，平均耗弹25发可击落一枚导弹。 

## 用户
- 保加利亚
- 中华人民共和国：H/PJ-26型单管76毫米舰炮
- 印度
- 波蘭
- 羅馬尼亞
- 苏联
  -  俄羅斯
  -  乌克兰
- 越南
- 葉門
- 阿尔及利亚
- 喀麦隆
- 埃及
- 巴基斯坦